# Bernardino Zanobi de Gianotis
Bernardino Zanobi de Gianotis (auch Romanus genannt, * vor 1500 in Florenz; † 1541 in Krakau) war ein Architekt, Bildhauer und Steinmetz der Renaissance. Gianotis gehörte zur dritten Generation italienischer Renaissance-Künstler, die am Krakauer Königshof tätig waren.

## Leben
Bernardino Zanobi de Gianotis wurde vor 1500 in Florenz als Sohn von Zanobi Giannotti geboren. Nach seiner Ausbildung in Florenz war er zusammen mit anderen florentiner Künstlern, wie Giacomo di Pietrasanta, Sebastiano Fiorentino und Andrea Bregno, in Rom tätig. Er kam auf Geheiß König Sigismund des Alten im Jahr 1520 nach Krakau, wo er sich als Romanus bezeichnete und so auch bald genannt wurde. Hier trat er in die Werkstatt des Florentiners Bartolomeo Berrecci ein, in der er bis 1531 an der Sigmundskapelle in der Wawel-Kathedrale arbeitete. 1531 machte er sich selbständig und gründete zusammen mit anderen Mitarbeitern Berreccis, Giovanni Cini und Filippo da Fiesole, eine Künstlergesellschaft, die gemeinsam um Aufträge warb. Von 1531 bis 1535 baute er die Kathedrale von Płock und danach die Kathedrale von Vilnius im Stil der Renaissance um.

## Schaffen
Von den Werken Bernardino Zanobi de Gianotis sind erhalten:
- Kuppel der Kathedrale von Płock
- Doppelgrabmal der masowischen Herzöge Stanislaus und Janusz III. in der Johanneskathedrale in Warschau – Urheberschaft teilweise umstritten
- Grabmal des Krzysztof Szydłowieckis in Stiftskirche in Opatów
- Grabmal des litauischen Großkanzlers Olbracht Gasztołd in Vilnius
- Grabmal des Stanisław Lasocki in Brzeziny
- Grabmal der Zofia Lasocka in Brzeziny